# Kaukautzky

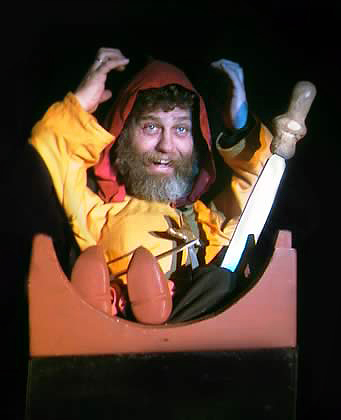
Kaukautzky (Figurentheater Winter)

Ein Kaukautzky ist eine Spielfigur ohne Kopf. 

Der Spieler hängt sich die Figur um den Hals und benutzt seine eigene Mimik. Die Hände des Kaukautzkys können an Stäben geführt werden oder der Spieler steckt seine eigenen Hände durch Ärmelschlitze. Der Körper des  Puppenspielers sollte durch Beleuchtung und Kleidung unauffällig gehalten werden, sodass vom Publikum nur die äußerst lebendig wirkende Figur mit ihren grotesken Proportionen wahrgenommen wird.

Im Grotesken liegen auch die Stärken dieser  Figurenart.